# Eine florentinische Tragödie
Eine florentinische Tragödie (Una tragedia fiorentina), op. 16, è un'opera in un atto, dalla durata di circa un'ora, composta da Alexander von Zemlinsky su un libretto adattato dal compositore di una traduzione in tedesco ad opera di Max Meyerfeld di un testo teatrale incompleto (Una tragedia fiorentina) di Oscar Wilde.

## Prima rappresentazione[1]
| Personaggi                       | Tipo di voce | Prima rappresentazione al Teatro di corte di Stoccarda, 30 gennaio 1917 (Direttore: Max von Schillings) |
| -------------------------------- | ------------ | --- |
| Guido Bardi, principe di Firenze | tenore       | Rudolf Ritter                                                                                           |
| Simone, un mercante              | baritono     | Felix Fleischer-Janczak                                                                                 |
| Bianca, sua moglie               | soprano      | Helene Wildbrunn                                                                                        |

In Italia la prima rappresentazione è stata nel 1980 al Teatro La Fenice di Venezia in collaborazione con la Biennale di Venezia.
Nel Regno Unito la première è stata nel 1983 al King's Theatre di Edimburgo per l'Opera di Amburgo e nel 1985 al Royal Opera House, Covent Garden di Londra diretta da Colin Davis nella traduzione di Edward Downes.
Al Grand Théâtre di Ginevra va in scena nel 2002.
Al Teatro Regio di Torino la prima è stata nel 2014 diretta da Stefan Anton Reck ed è stata ripresa dalla trasmissione Prima della Prima di Rai 3.

## Trama[2]
Simone, un mercante fiorentino del XVI secolo di ritorno da un viaggio d'affari, rientra nella sua dimora dove la moglie Bianca è col principe Guido Bardi. Sebbene i due non siano stati sorpresi in atteggiamenti sconvenienti, Simone sospetta la moglie di tradimento ed ingaggia un sottile ed allusivo duello verbale col principe. Tra solenni dichiarazioni di stima e d'amicizia, Simone inizia a mercanteggiare offrendo a Guido dei tessuti di pregio, quindi una ricca veste. Il principe li acquista entrambi ed offre a Simone una generosa somma in denaro. Simone afferma che per tale somma sarebbe disposto a cedergli tutto ciò che ha in casa. Il principe sceglie Bianca. Bianca dichiara a mezzavoce d'odiare il marito e di volerlo morto; Simone riflette sull'adulterio e la morte e lascia infine Guido e Bianca soli ad esprimere la loro passione. Simone chiede al principe di suonare il suo liuto, che questi ha portato con sé, ma egli rifiuta ed esprime la volontà di salutare gli amici e tornare a casa. Ma Simone, improvvisamente, lo sfida a duello con la scusa di saggiare la bontà del metallo delle rispettive spade; il duello non dev'essere all'ultimo sangue, ma Bianca implora il principe d'uccidergli il marito. Simone è ferito, ma disarma il principe, che subito dopo uccide a mani nude strangolandolo, mentre questi lo supplica di risparmiargli la vita. Dà così tale prova di forza e di virilità da indurre Bianca ad amarlo nuovamente.

## Organico strumentale[1]
Tre flauti traverso, tre oboi, tre clarinetti, clarinetto basso, tre fagotti, controfagotto, sei corni, quattro trombe, tre tromboni, tuba, timpani, campane, triangolo, tam-tam, grancassa, rullante, piatti, tamburello, arpa, mandolino, celesta, glockenspiel, xilofono.

## Discografia parziale
- Zemlinsky: A Florentine Tragedy - Mahler, A. Lieder - Albert Dohmen/Heinz Kruse/Iris Vermillion/Riccardo Chailly/Orchestra reale del Concertgebouw, 1997 Decca
- Zemlinsky: Eine Florentinische Tragodie -  Donnie Ray Albert/David Kuebler/Deborah Voigt/James Conlon, 1997 EMI Live a Colonia (Germania)